# Station Kamieńsk
Station Kamieńsk is een spoorwegstation in de Poolse plaats Kamieńsk.